# 精子竞争

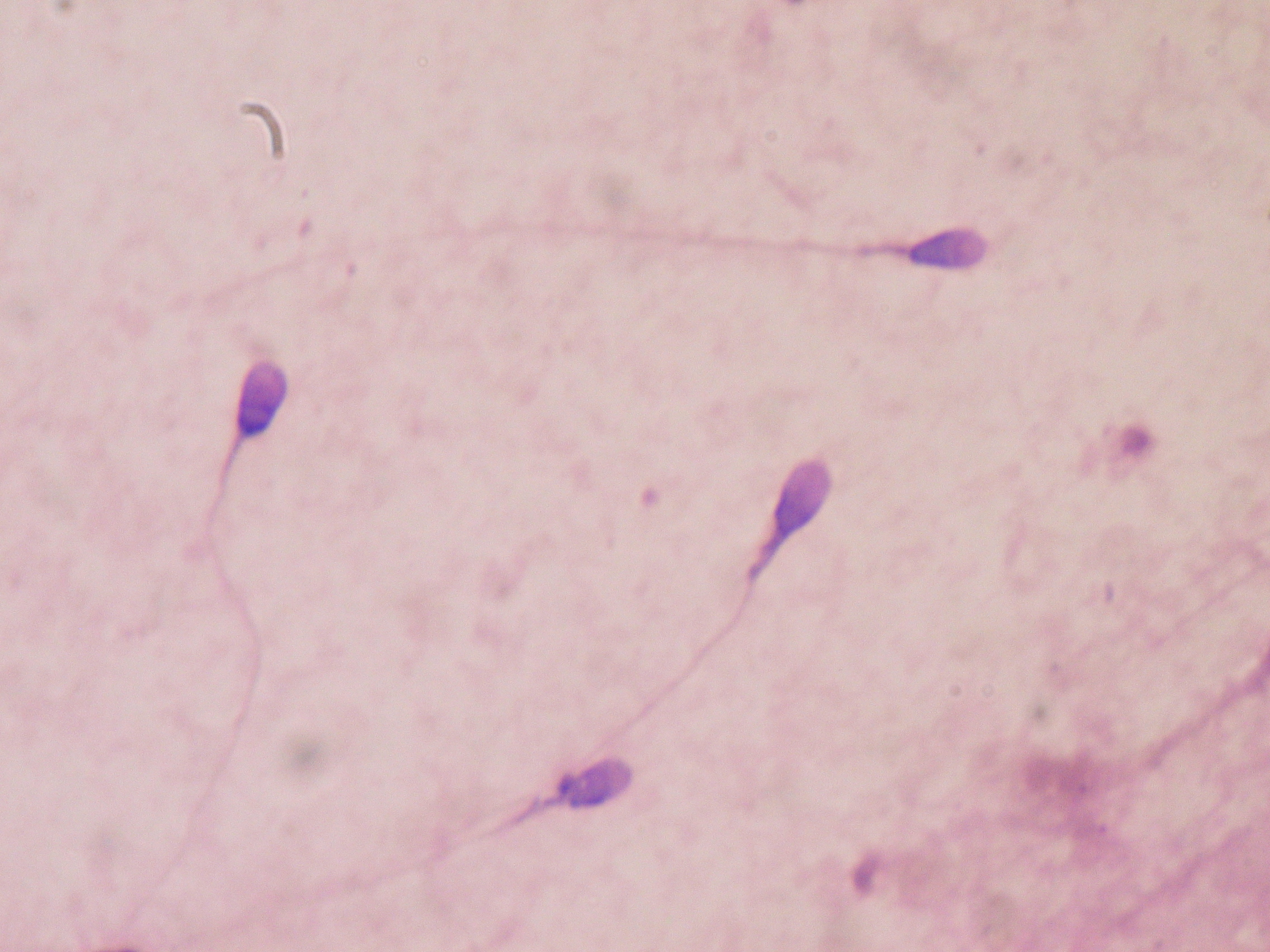
經過染色後的人类精子

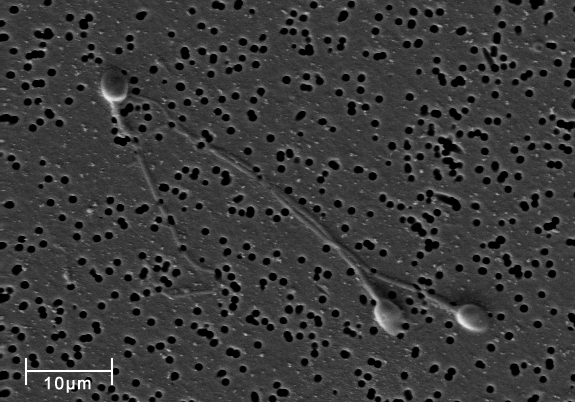
人类精子

精子竞争是指在有性生殖过程中，两个或两个以上不同雄性的精子为了能讓自己與同一卵子結合（卵子受精）而进行竞争的过程。当雌性有多个潜在的交配伙伴时，就会发生精子竞争。然而，當出現一個雌性有多个配偶情況時意味着每個雄性个体繁衍自身的后代的机会就會减少，因而精子竞争常常被比作抽奖，如果雄性購買的抽獎券越多（即他/它给雌性授精的精子越多），中獎的机会就越大（即繁衍后代）。此外雄性为了应对精子竞争，有時會释放有毒的精液物质，以减少雌性的再交配倾向，或者在与雌性交配前想盡辦法取出另一个雄性的精子 。